# Partit Català d'Acció Republicana
Partit Català d'Acció Republicana (PCAR) fou el nom adoptat per la secció catalana del partit Acción Republicana, fundat per Manuel Azaña el 1925. Els seus principals dirigents eren l'economista Faustí Ballvé i Pellicer i Eduard Albors. El 1932 publicà el setmanari Acción i el 1933 en presentà a les eleccions en coalició amb el Partit Republicà Radical Socialista i amb Acció Catalana Republicana. Quan l'abril del 1934 es constituí Izquierda Republicana, es fusionà amb la secció catalana del Partit Republicà Radical Socialista amb l'objectiu de formar el Partit Republicà d'Esquerra.